# Association sportive Athlétic d'Adjamé
 (juillet 2017).
Si vous disposez d'ouvrages ou d'articles de référence ou si vous connaissez des sites web de qualité traitant du thème abordé ici, merci de compléter l'article en donnant les références utiles à sa vérifiabilité et en les liant à la section « Notes et références ».
Maillots
L'AS Athlétic Adjamé  est un club de football ivoirien basé à Abidjan. Il joue actuellement en Ligue 2 ivoirienne.

## Anciens joueurs
- Seydou Doumbia
- Thierry Doubaï
- Youssouf Traore
- Pascal Doubaï